# Gurre
Gurre er en landsby i Nordsjælland med 405 indbyggere  (2024). Gurre er beliggende i Tikøb Sogn øst for Gurre Sø seks kilometer vest for Helsingør og 42 kilometer nord for Københavns centrum. Byen tilhører Helsingør Kommune og er beliggende i Region Hovedstaden.
Gurre Kirke ligger i byen og Gurre Slot og Gurrehus er beliggende umiddelbart vest for byen. Gurre vil udgøre den østlige del af den kommende Nationalpark Kongernes Nordsjælland, og er med sine omgivende marker næsten indesluttet af skovene Nyrup Hegn, Teglstrup Hegn, Horserød Hegn, Gurre Vang og Krogenberg Hegn. Også spejdercentret Gurredam og lokalbryggeriet Gurre Bryghus er beliggende i Gurre.

## Historie
Gurre landsby bestod i 1682 af 7 gårde og 3 huse med jord. Det samlede dyrkede areal udgjorde 39,1 tønder land skyldsat til 15,31 tønder hartkorn. Dyrkningsformen var alsædebrug.
Gurre havde i 1976 310 indbyggere, i 1981 299 indbyggere.
Gurre udviklede sig som en lille vejby i vejkrydset mellem den øst-vestgående vej fra Helsingør til Tikøb og den nord-sydgående vej fra Espergærde til Hellebæk. Det var dog først efter kommunalreformen i 1970, at der blev udlagt et mindre samlet boligkvarter.
Senere anlagdes Skindersøvej som omfartsvej øst om byen som aflastning for den gamle Hellebækvej gennem byen.